# Vestfold og Telemark fylke
Vestfold og Telemark (svenska: Vestfold och Telemarks fylke ) var ett fylke och en fylkeskommun i Norge som inrättades den 1 januari 2020 och som upplöstes den 31 december 2023. Det bestod av de tidigare fylkena Vestfold och Telemark med undantag av Svelvik som lades till Viken. Drygt 87 % av fylket utgjordes av det tidigare Telemark fylke. Vestfold og Telemark gränsade till fylkena Viken i norr, Vestland och Rogaland i nordväst och Agder i väster och söder. Fylkeshuvudstäder var Skien och Tønsberg. Då Vestfold och Telemark är kulturellt och historiskt två olika regioner med varsin identitet så fick det nya fylket båda namnen.
Området sträckte sig från Skagerrak i söder till Hardanger i norr. I väster avgränsades det av Agder och i öster av Viken.
Vestfold og Telemark motsvarade Bratsbergs amt, som hade varit ett län och amt sedan unionen med Danmark samt Jarlsberg og Larvigs amt som instiftades 1821 av de tidigare grevskapen Laurvig och Jarlsberg.

## Vestfold och Telemark blev Vestfold og Telemark
En eventuell sammanslagning av Vestfold och Telemark, i olika konstellationer har diskuterats i flera år. Telemarks fylkesting röstade i april 2017 emot sammanslagning med Vestfold samtidigt som Vestfold fylkesting hade beslutat att man önskade sammanslagning med både Telemark och Buskerud. Stortinget beslutade om sammanslagning av Telemark och Vestfold den 8 juni 2017. Den nya fylkeskommunen blev verklighet från och med den 1 januari 2020.
Tidigt föreslogs "Skagerrak" som namn på det nya fylket men då detta redan är namnet på ett havsområde samt det nederländska namnet på en ort i Danmark endades man om att hitta ett annat namn.  Det norska språkrådet föreslog namnet Telemark og Vestfold som namn på det nya fylket. Telemarks fylkesting beslutade att namnet Telemark skulle ingå i det nya fylkesnamnet medan Vestfold föreslog namnet Vest-Viken. Föreslaget kritiserades bland annat för att det ursprungligen myntades av Nasjonal Samling som namn på Buskerud och Vestfold samt att Telemarks fylkesting ansåg det irrelevant då Telemark ligger utanför det historiska området Viken.

## Delning
Stortinget beslöt den 14 juni 2022 att tre av de fylken som skapades 2020 ska upplösas och ersättas med de fylken som fanns före sammanslagningen, däribland Vestfold og Telemark fylke. Den 1 januari 2024 återuppstod därför Vestfold fylke och Telemark fylke.

## Kommuner
Det fanns 23 kommuner i Vestfold og Telemark fylke.
- Bamble
- Drangedal
- Fyresdal
- Færder
- Hjartdal
- Holmestrand
- Horten
- Kragerø
- Kviteseid
- Larvik
- Midt-Telemark
- Nissedal
- Nome
- Notodden
- Porsgrunn
- Sandefjord
- Seljord
- Siljan
- Skien
- Tinn
- Tokke
- Tønsberg
- Vinje